# Trydarssus
Trydarssus is een geslacht van spinnen uit de familie springspinnen (Salticidae).

## Soorten
De volgende soorten zijn bij het geslacht ingedeeld:
- Trydarssus nobilitatus (Nicolet, 1849)
- Trydarssus pantherinus (Mello-Leitão, 1946)